# Medaillon van koning Willem III
Het medaillon van Willem III is sinds 1 juli 1913 een plaquette op het gebouw van het ministerie van Financiën aan het Onafhankelijkheidsplein in Paramaribo. Het gedenkt het 50-jarige jubileum van de afschaffing van de slavernij in Suriname, op 1 juli 1863 tijdens de regeerperiode van koning Willem III.
Aanvankelijk had het Emancipatie Comité de bedoeling om een standbeeld van Willem III als ruiter te paard op te richten. Suriname kende toen een relatief arme bevolking en er werd te weinig geld bijeengebracht hiervoor, noch voor een standbeeld of een borstbeeld. Het werd uiteindelijk een ronde gravure met zijn hoofd in het midden van een lauwerkrans.
Vooral W.L. Loth, een bekende landmeter en voorzitter van het comité, maakte zich er hard voor. Het kunstwerk werd uiteindelijk gemaakt door Abraham Salm en in Delft kostenloos gegoten door de firma Braat. Bij aankomst in Paramaribo was er geen geld meer over waardoor het departement van Openbare Werken hem aan de muur bevestigde.
Bij de ceremonie werden liederen gezongen die voor deze gelegenheid waren gemaakt door Johannes Helstone (compositie) en Alexander Willem Marcus (tekst). Er werd gezongen Welkom, welkom, blijde morgen, die ons roept tot prijs en lof en Gi Koning Willem bigi nen. A meki wi ala fri’ (Geef Koning Willem grote eer, hij maakte ons allen vrij).

## Willem III en slavernij
Willem III betrad de troon in 1849 redelijk met tegenzin. In 1848 was de nieuwe Grondwet aangenomen waarin de koning de macht was afgenomen ten gunste van verantwoordelijkheid voor de ministers en meer bevoegdheid voor de Tweede Kamer. Er wordt aangenomen dat hij nog wel een dominante stem had in de regering, maar zich niet veel aantrok van het lot van de slaafgemaakten omdat hij niet reageerde op een smeekbede van Multatuli om zich te mengen in de onderdrukking in Nederlands-Indië en ook niet op petities tegen de slavernij. Bekend is echter niet wat hij vond of voelde over de slavernij. Ook is de suggestie wel onderzocht maar niet bewezen dat de blijde liederen die er op 1 juli 1863 over hem gezongen werden in Den Haag zouden zijn bedacht.